# Nederländerna i olympiska vinterspelen 1980
Nederländerna deltog med 29 deltagare vid de olympiska vinterspelen 1980 i Lake Placid. Totalt vann de en guldmedalj, två silvermedaljer och en bronsmedalj.

## Medaljer

### Guld
- Annie Borckink - Skridskor, 1 500 meter.

### Silver
- Ria Visser - Skridskor, 1 500 meter.
- Piet Kleine - Skridskor, 10 000 meter.

### Brons
- Lieuwe de Boer - Skridskor, 500 meter.